# Haliactinidae
Haliactinidae Carlgren, 1949, anche conosciuta come Haliactiidae, è una famiglia di celenterati antozoi nella superfamiglia Metridioidea dell'ordine Actiniaria.

## Descrizione
La famiglia è caratterizzata da un corpo allungato e estremità aborale arrotondata o raramente appiattita, colonna liscia o dotata di ventose o verruche che formano nematocisti e priva di tentacoli. Nessuno sfintere distinto. Sei coppie di macrocnemi fertili e filamentosi fortemente limitati a divaricatori circoscritti. Un numero variabile di microcnemi che sono sterili e privi di filamenti. In alcune specie i microcnemi del secondo ciclo sono occasionalmente fertili e filamentosi. Aconzio presente con nematocisti basitriche e amastigofori microbasici.

## Tassonomia
Secondo il World Register of Marine Species (WORMS), la famiglia risulta composta da sei generi:
- Halcampactis Farquhar, 1898
- Haliactis Carlgren, 1921
- Pelocoetes Annandale, 1915
- Phytocoeteopsis  Panikkar, 1936
- Phytocoetes Annandale, 1915
- Stephensonactis Panikkar, 1936 Panikkar, 1936